# Kosobudy (województwo lubelskie)
Kosobudy – wieś w Polsce, położona w województwie lubelskim, w powiecie zamojskim, w gminie Zwierzyniec.
Lokalizacja wczesnośredniowiecznego grodziska. Prywatna wieś szlachecka Kossobudy położona była na przełomie XVI i XVII wieku w ziemi chełmskiej województwa ruskiego. W latach 1975–1998 miejscowość administracyjnie należała do województwa zamojskiego.
Na terenie wsi utworzono dwa sołectwa: Kosobudy i Kosobudy Bór. Według Narodowego Spisu Powszechnego z roku 2011 wieś liczyła 424 mieszkańców.
Wieś jest siedzibą rzymskokatolickiej parafii św. Andrzeja Boboli.

## Części wsi
| SIMC    | Nazwa         | Rodzaj |
| ------- | ------------- | ------ |
| 0907020 | Bór           | osada  |
| 0907036 | Horodzisko    | osada  |
| 0907042 | Jarugi        | osada  |
| 0907059 | Sekretarzówka | osada  |

## Historia
Kosobudy nazywano dawniej: Kosopa, Koszoputi, Kossobudy. To jedna z najstarszych wsi w tej części Roztocza. Wzmiankowana po raz pierwszy w 1398 r. w akcie przekazania włości szczebrzeskiej przez Dymitra z Goraja swoim bratankom. Później należała do Tarnowskich, Kmitów, Górków i Czarnkowskich. W 1593 r. wieś, wraz z włością szczebrzeską, znalazła się w Ordynacji Zamojskiej, kupiona przez Jana Zamoyskiego. Większość mieszkańców stanowili Rusini. Co najmniej od XVI w. istniała tu cerkiew, pierwotnie prawosławna, później greckokatolicka, zmieniona znów w XIX w. na prawosławną. Funkcjonowała do I wojny światowej, następnie została rekoncyliowana na kościół św. Andrzeja Boboli. Kosobudy zamieszkiwała już wtedy w większości ludność wyznania rzymskokatolickiego.
Pod koniec XIX w. wieś liczyła 400 mieszkańców, wówczas działały tutaj trzy karczmy. W czasie II wojny światowej w okolicy Kosobud miały miejsce liczne akcje partyzanckie, z których najsłynniejsza to bitwa pod Wojdą stoczona 30 XII 1942 r. Niemcy przeprowadzali później akcje odwetowe, m.in. w czerwcu 1943 r. otoczyli kościół i zabrali 200 osób do obozu w Zwierzyńcu. W lutym 1944 r. stacjonowały we wsi główne siły l Ukraińskiej Dywizji Partyzanckiej (tzw. kowpakowcy) pod dowództwem Piotra Werszyhory. 26 II i 5 III 1944 r. partyzanci stoczyli tu ciężkie bitwy z oddziałami niemieckiej dywizji SS „Viking”. Zostali jednak zmuszeni do wycofania się, a Kosobudy zostały przez Niemców wysiedlone. Po przejściu frontu ludność powróciła do wsi.
Miejsce pochodzenia  Krzysztofa Jana Tura – pisarza, artysty plastyka i Jerzego Tura, historyka sztuki i konserwatora zabytków.

## Zabytki
- Cerkiew greckokatolicka (później prawosławna) wzniesiona w latach 1842–1848 r. z fundacji ordynata. Od 1918 r. była użytkowana jako kościół rzymskokatolicki pw. św. Andrzeja Boboli. Świątynia spłonęła w 1944 r. od pocisków artyleryjskich (wmurowane we fronton), została jednak odbudowana. Ołtarz główny marmurowy, wykonany w 1945 r. przez kamieniarzy z Kielc. W nim obrazy Matki Bożej i św. Andrzeja Boboli.

- Zajazd murowany z II poł. XIX w.
- Kuźnia drewniana z przełomu XIX i XX w.
- Domy drewniane z XIX w., typowe dla tradycyjnej zabudowy wiejskiej.
- Przed remizą uwagę zwraca oryginalny, stary wóz strażacki.